# Alsu Ilchamowna Murtasina
Alsu Ilchamowna Murtasina (russisch Алсу Ильхамовна Муртазина, engl. Transkription Alsu Murtazina; * 12. Dezember 1987 in Kasan) ist eine russische Dreispringerin.

## Leben
2010 wurde sie nationale Vizemeisterin und Zwölfte bei den Europameisterschaften in Barcelona.
Alsu Murtasina startet für den SK Neftechimik und wird von Denis Kapustin und Nina Kapustina trainiert.

## Persönliche Bestweiten
- Dreisprung: 14,44 m, 18. Juni 2009, Kasan
  - Halle: 14,28 m, 2. März 2008, Pensa